# Serie C 2023-2024 (calcio femminile)
L'edizione 2023-2024 è stata la sesta del campionato italiano di Serie C di calcio femminile, terza serie nazionale. Il campionato è iniziato il 10 settembre 2023 ed è terminato il 2 giugno 2024. Il campionato si è concluso con la promozione in Serie B di Lumezzane, Meran e Vis Mediterranea, vincitrici dei tre gironi.

## Stagione

### Novità
Alla sesta edizione del campionato nazionale di Serie C hanno avuto il diritto di chiedere l'iscrizione tutte le 33 squadre che hanno acquisito tale diritto al termine della Serie C 2022-2023, le 3 squadre retrocesse dalla Serie B 2022-2023, tutte le 17 squadre vincitrici i campionati regionali di Eccellenza e una società semifinalista della fase nazionale della Coppa Italia Regionale. Dalla Serie C 2022-2023 sono stati promossi in Serie B l'Academy Pavia, il Bologna e la Res Roma; sono state retrocesse in Eccellenza la Lucchese, la Fiamma Monza, il Su Planu, il Portogruaro, l'Orvieto, la Rinascita Doccia, la Sambenedettese, il Cosenza, l'Academy Sant'Agata, la Salernitana e la Cantera Adriatica Pescara. Dalla Serie B 2022-2023 sono stati retrocessi il Tavagnacco, il Trento CF e l'Apulia Trani.
Delle squadre aventi diritto non sono state ammesse per espressa rinuncia alla partecipazione al campionato:
- F.C.D. Pinerolo,
- S.C.S.D. Centro Storico Lebowski,
- A.P.D. Atletico Avigliano,
- U.S. Isera,
- Vis Pesaro dal 1898.

Tra le aventi diritto, non sono state ammesse per non aver presentato domanda di iscrizione al campionato:
- S.S.D. U.S. Città di Pontedera,
- A.S.D. F.C. Sanremo Ladies.

Il Tavagnacco è stato ripescato in Serie B. A completamento organico sono state ammesse, in qualità di ripescate, le seguenti società:
- U.S.D. Rinascita Doccia,
- U.S. Salernitana 1919.

Il Palermo Women ha ceduto il proprio titolo sportivo al Palermo Football Club, il primo ripartirà dall'Eccellenza siciliana. Dopo che anche la Freedom è stata ripescata in Serie B, il Caprera è stato ammesso a completamento organico.

### Formula
Le 48 squadre partecipanti sono state divise in tre gironi da 16 squadre ciascuno. In ogni girone le squadre si affrontano in un girone all'italiana con partite di andata e ritorno per un totale di 30 giornate. Le squadre prime classificate di ciascun girone, per un totale di tre squadre, sono promosse direttamente in Serie B. Le ultime due classificate di ciascun girone sono retrocesse direttamente nei rispettivi campionati regionali di Eccellenza. Le squadre classificate dall'undicesimo al quattordicesimo posto di ciascun girone disputano i play-out per definire altre due squadre retrocesse per girone; i play-out si giocano in gara unica sul campo della società meglio piazzata al termine della stagione regolare.

### Avvenimenti
L'11 aprile 2024 la società L'Aquila 1927 ha comunicato il ritiro dal campionato. Di conseguenza, tutti i risultati conquistati dalla squadra fino alla 22ª giornata sono stati annullati, prevedendo il turno di riposo per la squadra che avrebbe dovuto affrontare il L'Aquila 1927 dalla 23ª giornata in poi. Inoltre, per il solo girone B il regolamento è stato modificato con la retrocessione diretta in Eccellenza solo della 15ª e ultima classificata, mantenendo invariato l'accesso ai play-out.

## Girone A

### Squadre partecipanti
| Club                             | Città                   | Stagione precedente                           |
| -------------------------------- | ----------------------- | --------------------------------------------- |
| A.S.D. Accademia Calcio Vittuone | Vittuone (MI)           | 11º posto in Serie C/A                        |
| U.S. Angelo Baiardo              | Genova                  | 8º posto in Serie C/A                         |
| A.S.D. Azalee Solbiatese 1911    | Gallarate (VA)          | 5º posto in Serie C/A                         |
| G.S. C.F. Caprera                | La Maddalena (SS)       | 2º posto in Eccellenza Sardegna               |
| A.S.D. Independiente Ivrea       | Ivrea (TO)              | 7º posto in Serie C/A                         |
| A.S.D. Livorno Calcio Femminile  | Livorno                 | 1º posto in Eccellenza Toscana                |
| F.C. Lumezzane S.S.D.            | Lumezzane (BS)          | 3º posto in Serie C/B                         |
| A.S.D. Moncalieri Calcio 1953    | Moncalieri (TO)         | 1º posto in Eccellenza Piemonte/Valle d'Aosta |
| Pol.D. Monterosso                | Bergamo                 | 1º posto in Eccellenza Lombardia              |
| A.S.D. Orobica Calcio Bergamo    | Bergamo                 | 3º posto in Serie C/A                         |
| S.S.D. Pro Sesto 1913            | Sesto San Giovanni (MI) | 10º posto in Serie C/A                        |
| A.S.D. Real Meda C.F.            | Meda (MB)               | 9º posto in Serie C/A                         |
| U.S.D. Rinascita Doccia          | Sesto Fiorentino (FI)   | 15º posto in Serie C/B                        |
| S.S.D. Roma Calcio Femminile     | Roma                    | 3º posto in Serie C/C                         |
| A.S.D. Spezia C.F.               | La Spezia               | 6º posto in Serie C/A                         |
| S.P.D. Tharros                   | Oristano                | 1º posto in Eccellenza Sardegna               |

### Classifica finale
Classifica e verdetti come da comunicato ufficiale della LND.
|        | Pos. | Squadra             | Pt | G  | V  | N | P  | GF  | GS  | DR   |
| ------ | ---- | ------------------- | -- | -- | -- | - | -- | --- | --- | ---- |
|        | 1.   | Lumezzane           | 80 | 30 | 26 | 2 | 2  | 107 | 17  | +90  |
|        | 2.   | Orobica             | 70 | 30 | 22 | 4 | 4  | 99  | 21  | +78  |
|        | 3.   | Moncalieri          | 66 | 30 | 21 | 3 | 6  | 52  | 34  | +18  |
|        | 4.   | Spezia              | 58 | 30 | 18 | 4 | 8  | 64  | 35  | +29  |
|        | 5.   | Azalee              | 57 | 30 | 17 | 6 | 7  | 76  | 37  | +39  |
|        | 6.   | Independiente Ivrea | 52 | 30 | 16 | 4 | 10 | 75  | 51  | +24  |
|        | 7.   | Tharros             | 48 | 30 | 15 | 3 | 12 | 57  | 52  | +5   |
|        | 8.   | Real Meda           | 43 | 30 | 13 | 4 | 13 | 66  | 38  | +28  |
|        | 9.   | Monterosso          | 42 | 30 | 14 | 0 | 16 | 69  | 67  | +2   |
|        | 10.  | Pro Sesto           | 40 | 30 | 12 | 4 | 14 | 50  | 41  | +9   |
| [ 15 ] | 11.  | Angelo Baiardo      | 39 | 30 | 11 | 6 | 13 | 55  | 71  | -16  |
|        | 12.  | Roma CF             | 33 | 30 | 10 | 3 | 17 | 44  | 66  | -22  |
|        | 13.  | Accademia Vittuone  | 31 | 30 | 9  | 4 | 17 | 49  | 66  | -17  |
|        | 14.  | Rinascita Doccia    | 19 | 30 | 5  | 4 | 21 | 24  | 79  | -55  |
|        | 15.  | Livorno             | 8  | 30 | 1  | 5 | 24 | 16  | 112 | -96  |
|        | 16.  | Caprera             | 6  | 30 | 2  | 0 | 28 | 21  | 137 | -116 |

Legenda:
      Promossa in Serie B 2024-2025.
  Ammessa ai play-out.
      Retrocessa in Eccellenza 2024-2025.
Note:
- Tre punti a vittoria, uno a pareggio, zero a sconfitta.

L'Orobica è stata poi ripescata in Serie B.

### Risultati
|                     | AcV  | Ang  | Aza  | Cap  | Ind  | Liv  | Lum  | Mnc  | Mnt  | Oro  | Pro  | ReM  | Rin  | Rom  | Spe  | Tha  |
| ------------------- | ---- | ---- | ---- | ---- | ---- | ---- | ---- | ---- | ---- | ---- | ---- | ---- | ---- | ---- | ---- | ---- |
| Accademia Vittuone  | –––– | 1-0  | 1-2  | 3-0  | 2-1  | 2-0  | 0-0  | 0-1  | 2-3  | 1-5  | 2-1  | 1-1  | 2-3  | 1-2  | 2-1  | 0-1  |
| Angelo Baiardo      | 5-1  | –––– | 0-4  | 5-2  | 3-1  | 1-1  | 0-2  | 1-2  | 5-2  | 1-1  | 2-2  | 1-4  | 0-0  | 3-2  | 1-1  | 3-6  |
| Azalee              | 2-4  | 5-2  | –––– | 3-0  | 2-0  | 4-0  | 0-3  | 3-3  | 5-0  | 0-0  | 2-1  | 3-2  | 8-0  | 6-1  | 1-1  | 5-0  |
| Caprera             | 4-5  | 2-3  | 0-4  | –––– | 0-5  | 4-2  | 0-7  | 0-3  | 0-8  | 0-6  | 0-2  | 0-5  | 2-0  | 0-2  | 1-4  | 0-10 |
| Independiente Ivrea | 5-2  | 3-0  | 3-2  | 7-0  | –––– | 8-2  | 0-3  | 1-1  | 3-2  | 1-1  | 3-0  | 2-1  | 2-1  | 2-1  | 4-0  | 4-1  |
| Livorno             | 0-7  | 2-2  | 0-3  | 3-1  | 1-4  | –––– | 1-1  | 0-2  | 0-7  | 0-4  | 0-4  | 1-1  | 1-1  | 1-3  | 0-4  | 1-3  |
| Lumezzane           | 2-0  | 4-1  | 2-1  | 9-1  | 8-0  | 9-0  | –––– | 5-1  | 4-0  | 4-3  | 3-0  | 2-0  | 5-0  | 2-0  | 1-0  | 5-1  |
| Moncalieri          | 5-2  | 1-2  | 3-1  | 4-1  | 3-1  | 1-0  | 1-0  | –––– | 4-2  | 0-0  | 1-0  | 1-0  | 2-0  | 0-3  | 1-0  | 2-0  |
| Monterosso          | 6-2  | 0-1  | 1-3  | 3-1  | 0-4  | 6-0  | 1-3  | 1-3  | –––– | 0-1  | 3-0  | 1-0  | 4-0  | 2-1  | 0-4  | 2-0  |
| Orobica             | 4-1  | 7-1  | 3-0  | 9-0  | 3-1  | 8-0  | 0-2  | 5-1  | 3-1  | –––– | 2-0  | 3-1  | 8-1  | 3-0  | 0-2  | 2-1  |
| Pro Sesto           | 3-0  | 1-2  | 1-1  | 4-0  | 1-1  | 1-0  | 2-3  | 3-0  | 2-1  | 1-4  | –––– | 1-2  | 3-0  | 3-0  | 0-1  | 6-0  |
| Real Meda           | 3-2  | 2-3  | 1-1  | 8-0  | 2-1  | 6-0  | 1-0  | 0-1  | 8-2  | 0-3  | 2-1  | –––– | 7-0  | 4-0  | 0-0  | 0-1  |
| Rinascita Doccia    | 1-1  | 1-0  | 1-2  | 2-1  | 2-4  | 3-0  | 1-6  | 0-1  | 0-2  | 0-3  | 0-1  | 3-1  | –––– | 0-2  | 0-2  | 1-2  |
| Roma CF             | 2-1  | 3-5  | 0-2  | 2-1  | 2-2  | 1-0  | 2-4  | 1-2  | 4-6  | 0-4  | 1-1  | 2-1  | 2-0  | –––– | 0-1  | 3-3  |
| Spezia              | 2-0  | 5-1  | 3-0  | 3-0  | 3-1  | 6-0  | 0-4  | 2-0  | 1-3  | 0-4  | 4-5  | 2-1  | 2-2  | 5-2  | –––– | 3-1  |
| Tharros             | 1-1  | 3-1  | 1-1  | 6-0  | 2-1  | 5-0  | 0-4  | 0-2  | 3-0  | 1-0  | 1-0  | 0-2  | 3-1  | 1-0  | 0-2  | –––– |

### Play-out
|         | Risultati |                    | Luogo e data        |
| ------- | --------- | ------------------ | ------------------- |
| Roma CF | 3-2       | Accademia Vittuone | Roma, 9 giugno 2024 |

## Girone B

### Squadre partecipanti
| Club                           | Città         | Stagione precedente                                 |
| ------------------------------ | ------------- | --------------------------------------------------- |
| S.S.D. Accademia SPAL          | Ferrara       | 1º posto in Eccellenza Emilia Romagna               |
| A.S.D. C.F. Chieti             | Chieti        | 6º posto in Serie C/C                               |
| A.S.D. Condor Treviso          | Treviso       | 1º posto in Eccellenza Veneto/Friuli Venezia Giulia |
| A.D.P. L.F. Jesina Femminile   | Jesi (AN)     | 7º posto in Serie C/B                               |
| L'Aquila 1927                  | L'Aquila      | 1º posto in Eccellenza Abruzzo                      |
| A.S.D. Meran Women             | Merano (BZ)   | 2º posto in Serie C/B                               |
| A.S.D. Calcio Padova Femminile | Padova        | 8º posto in Serie C/B                               |
| A.C. Perugia Calcio            | Perugia       | 1º posto in Eccellenza Umbria                       |
| A.S.D. Femminile Riccione      | Riccione (RN) | 6º posto in Serie C/B                               |
| F.C. Südtirol                  | Bolzano       | 1º posto in Eccellenza Trento/Bolzano               |
| A.S.D. Trento Calcio Femminile | Trento        | 15º posto in Serie B                                |
| U.S. Triestina Calcio 1918     | Trieste       | 9º posto in Serie C/B                               |
| Venezia F.C.                   | Venezia       | 5º posto in Serie C/B                               |
| A.S.D. Venezia Calcio 1985     | Venezia       | 10º posto in Serie C/B                              |
| A.S.D. Vicenza C.F.            | Vicenza       | 4º posto in Serie C/B                               |
| S.S.D. Villorba Calcio         | Villorba (TV) | 11º posto in Serie C/B                              |

### Classifica finale
Classifica e verdetti come da comunicato ufficiale della LND.
|        | Pos. | Squadra             | Pt   | G  | V  | N | P  | GF | GS  | DR   |
| ------ | ---- | ------------------- | ---- | -- | -- | - | -- | -- | --- | ---- |
|        | 1.   | Meran               | 66   | 28 | 20 | 6 | 2  | 84 | 22  | +62  |
|        | 2.   | Venezia             | 62   | 28 | 18 | 8 | 2  | 72 | 16  | +56  |
|        | 3.   | Südtirol            | 55   | 28 | 17 | 4 | 7  | 64 | 21  | +43  |
|        | 4.   | Riccione            | 54   | 28 | 15 | 9 | 4  | 64 | 27  | +37  |
|        | 5.   | Trento CF           | 53   | 28 | 15 | 8 | 5  | 57 | 20  | +37  |
|        | 6.   | Venezia Calcio 1985 | 53   | 28 | 16 | 5 | 7  | 64 | 27  | +37  |
|        | 7.   | Villorba            | 39   | 28 | 12 | 3 | 13 | 39 | 49  | -10  |
|        | 8.   | L.F. Jesina         | 38   | 28 | 11 | 5 | 12 | 58 | 43  | +15  |
|        | 9.   | Accademia SPAL      | 37   | 28 | 11 | 4 | 13 | 41 | 49  | -8   |
|        | 10.  | Vicenza             | 36   | 28 | 11 | 3 | 14 | 72 | 65  | +7   |
| [ 15 ] | 11.  | Chieti              | 35   | 28 | 11 | 2 | 15 | 44 | 69  | -25  |
| [ 15 ] | 12.  | Padova              | 34   | 28 | 9  | 7 | 12 | 40 | 48  | -8   |
|        | 13.  | Triestina           | 18   | 28 | 5  | 3 | 20 | 32 | 82  | -50  |
|        | 14.  | Condor Treviso      | 15   | 28 | 4  | 3 | 21 | 21 | 69  | -48  |
|        | 15.  | Perugia             | 0    | 28 | 0  | 0 | 28 | 14 | 159 | -145 |
|        | ---  | L'Aquila            | Rit. |    |    |   |    |    |     |      |

Legenda:
      Promossa in Serie B 2024-2025.
  Ammessa ai play-out.
      Retrocessa in Eccellenza 2024-2025.
      Ritiratasi dal campionato.
Note:
- Tre punti a vittoria, uno a pareggio, zero a sconfitta.

### Risultati
|                     | Acc  | Chi  | Con  | Jes  | LAq  | Mer  | Pad  | Per  | Ric  | Süd  | Tre  | Tri  | Ven  | VeC  | Vic  | Vil  |
| ------------------- | ---- | ---- | ---- | ---- | ---- | ---- | ---- | ---- | ---- | ---- | ---- | ---- | ---- | ---- | ---- | ---- |
| Accademia SPAL      | –––– | 3-0  | 3-1  | 2-2  | 1-1  | 1-1  | 3-0  | 5-0  | 1-0  | 0-0  | 2-0  | 1-2  | 0-4  | 1-3  | 1-3  | 2-1  |
| Chieti              | 3-2  | –––– | 1-0  | 1-0  | -    | 1-7  | 2-2  | 6-0  | 0-5  | 1-0  | 2-1  | 2-0  | 0-4  | 1-3  | 2-3  | 3-4  |
| Condor Treviso      | 1-3  | 0-2  | –––– | 1-2  | 2-2  | 0-4  | 1-1  | 5-1  | 0-3  | 1-2  | 0-0  | 2-1  | 2-2  | 0-2  | 3-4  | 1-0  |
| Jesina              | 0-1  | 4-3  | 1-0  | –––– | -    | 0-3  | 0-1  | 9-0  | 2-3  | 2-0  | 1-1  | 1-0  | 1-2  | 1-4  | 3-1  | 2-0  |
| L'Aquila            | -    | 1-2  | -    | 0-5  | –––– | 0-9  | -    | 3-0  | 1-5  | 0-3  | 0-4  | 1-1  | -    | 2-4  | 2-1  | 2-1  |
| Meran               | 3-0  | 4-0  | 4-0  | 2-1  | -    | –––– | 3-0  | 6-0  | 1-1  | 1-1  | 2-2  | 5-1  | 0-2  | 2-0  | 4-3  | 2-1  |
| Padova              | 1-2  | 2-0  | 2-0  | 2-2  | 2-0  | 0-2  | –––– | 4-0  | 0-2  | 0-7  | 0-3  | 1-1  | 0-0  | 2-3  | 4-2  | 5-0  |
| Perugia             | 0-2  | 0-5  | 2-3  | 0-8  | -    | 0-9  | 2-3  | –––– | 0-3  | 1-9  | 0-4  | 1-2  | 0-5  | 0-6  | 1-3  | 1-4  |
| Riccione            | 3-2  | 2-1  | 4-1  | 3-5  | 2-0  | 0-1  | 1-1  | 10-0 | –––– | 1-0  | 1-1  | 5-0  | 1-1  | 1-1  | 5-1  | 2-1  |
| Südtirol            | 4-1  | 10-0 | 2-0  | 1-0  | 3-0  | 0-2  | 1-0  | 4-0  | 2-1  | –––– | 1-0  | 3-0  | 0-1  | 2-2  | 3-2  | 4-0  |
| Trento CF           | 4-1  | 3-0  | 5-0  | 1-1  | 1-0  | 2-0  | 2-1  | 5-0  | 0-0  | 2-0  | –––– | 5-1  | 1-1  | 3-1  | 1-0  | 1-1  |
| Triestina           | 2-2  | 0-4  | 3-0  | 1-8  | 4-3  | 0-5  | 1-3  | 7-2  | 0-1  | 1-3  | 0-4  | –––– | 0-4  | 0-4  | 5-1  | 0-1  |
| Venezia             | 2-0  | 5-0  | 9-0  | 4-0  | 4-0  | 1-1  | 0-0  | 9-1  | 1-2  | 1-1  | 1-0  | 2-0  | –––– | 1-0  | 4-1  | 2-0  |
| Venezia Calcio 1985 | 4-0  | 0-0  | 2-0  | 2-0  | 3-2  | 1-2  | 4-0  | 7-0  | 2-2  | 2-0  | 1-3  | 1-1  | 2-0  | –––– | 1-3  | 3-0  |
| Vicenza             | 3-0  | 4-2  | 3-0  | 3-1  | 7-0  | 2-2  | 2-4  | 11-0 | 1-1  | 0-3  | 0-2  | 9-2  | 3-3  | 1-3  | –––– | 1-2  |
| Villorba            | 2-0  | 1-2  | 2-0  | 1-1  | 2-2  | 2-6  | 2-1  | 5-2  | 1-1  | 0-2  | 2-1  | 2-1  | 0-1  | 1-0  | 3-2  | –––– |

## Girone C

### Squadre partecipanti
| Club                              | Città             | Stagione precedente             |
| --------------------------------- | ----------------- | ------------------------------- |
| A.S.D. Apulia Trani               | Trani             | 16º posto in Serie B            |
| S.S.D. Catania                    | Catania           | 1º posto in Eccellenza Sicilia  |
| A.S.D. E. Coscarello Castrolibero | Castrolibero (CS) | 1º posto in Eccellenza Calabria |
| F.C. Crotone                      | Crotone           | 12º posto in Serie C/C          |
| Frosinone Calcio                  | Frosinone         | 10º posto in Serie C/C          |
| A.S.D. Grifone Gialloverde        | Roma              | 11º posto in Serie C/C          |
| A.S.D. Independent                | Napoli            | 9º posto in Serie C/C           |
| A.S.D. Lecce Women                | Lecce             | 4º posto in Serie C/C           |
| S.S.D. Women Matera Città Sassi   | Matera            | 8º posto in Serie C/C           |
| A.S.D. Molfetta Calcio            | Molfetta (BA)     | 1º posto in Eccellenza Puglia   |
| P.D. Montespaccato                | Roma              | 1º posto in Eccellenza Lazio    |
| Palermo F.C.                      | Palermo           | -                               |
| U.S. Salernitana 1919             | Salerno           | 15º posto in Serie C/C          |
| S.S.D. Trastevere Calcio          | Roma              | 2º posto in Serie C/C           |
| A.S.D. Villaricca Calcio          | Napoli            | 1º posto in Eccellenza Campania |
| A.S.D. Vis Mediterranea Soccer    | Siano (SA)        | 7º posto in Serie C/C           |

### Classifica finale
Classifica e verdetti come da comunicato ufficiale della LND.
|        | Pos. | Squadra                 | Pt | G  | V  | N  | P  | GF  | GS  | DR   |
| ------ | ---- | ----------------------- | -- | -- | -- | -- | -- | --- | --- | ---- |
|        | 1.   | Vis Mediterranea        | 74 | 30 | 23 | 5  | 2  | 93  | 13  | +80  |
|        | 2.   | Frosinone               | 71 | 30 | 23 | 2  | 5  | 84  | 22  | +62  |
|        | 3.   | Trastevere              | 67 | 30 | 21 | 4  | 5  | 110 | 28  | +82  |
|        | 4.   | Palermo Women           | 65 | 30 | 21 | 2  | 7  | 92  | 31  | +61  |
|        | 5.   | Montespaccato           | 52 | 30 | 15 | 7  | 8  | 42  | 32  | +10  |
|        | 6.   | Matera Città Sassi      | 51 | 30 | 15 | 6  | 9  | 73  | 41  | +32  |
|        | 7.   | Catania                 | 51 | 30 | 15 | 6  | 9  | 54  | 44  | +10  |
|        | 8.   | Lecce                   | 49 | 30 | 13 | 10 | 7  | 74  | 51  | +23  |
|        | 9.   | Independent             | 46 | 30 | 14 | 4  | 12 | 45  | 47  | -2   |
|        | 10.  | Salernitana             | 39 | 30 | 11 | 6  | 13 | 39  | 38  | +1   |
| [ 15 ] | 11.  | Villaricca              | 34 | 30 | 10 | 4  | 16 | 42  | 58  | -16  |
| [ 15 ] | 12.  | Grifone                 | 27 | 30 | 8  | 3  | 19 | 42  | 77  | -35  |
|        | 13.  | Coscarello Castrolibero | 21 | 30 | 6  | 3  | 21 | 31  | 111 | -80  |
|        | 14.  | Apulia Trani            | 18 | 30 | 4  | 6  | 20 | 28  | 54  | -26  |
|        | 15.  | Crotone                 | 10 | 30 | 3  | 1  | 26 | 21  | 118 | -97  |
|        | 16.  | Molfetta                | 9  | 30 | 2  | 3  | 25 | 20  | 125 | -105 |

Legenda:
      Promossa in Serie B 2024-2025.
  Ammessa ai play-out.
      Retrocessa in Eccellenza 2024-2025.
Note:
- Tre punti a vittoria, uno a pareggio, zero a sconfitta.

### Risultati
|                         | Apu  | Cat  | Cos  | Cro  | Fro  | Gri  | Ind  | Lec  | Mat  | Mol  | Mon  | Pal  | Sal  | Tra  | Vil  | Vis  |
| ----------------------- | ---- | ---- | ---- | ---- | ---- | ---- | ---- | ---- | ---- | ---- | ---- | ---- | ---- | ---- | ---- | ---- |
| Apulia Trani            | –––– | 1-2  | 0-1  | 2-0  | 1-2  | 2-0  | 0-1  | 1-1  | 0-2  | 5-0  | 0-1  | 0-1  | 1-1  | 1-7  | 1-2  | 1-3  |
| Catania                 | 3-2  | –––– | 4-0  | 7-0  | 0-4  | 3-0  | 1-1  | 2-2  | 0-0  | 2-1  | 3-0  | 0-1  | 1-1  | 1-4  | 2-0  | 1-6  |
| Coscarello Castrolibero | 0-0  | 1-3  | –––– | 0-2  | 1-5  | 6-0  | 2-4  | 2-4  | 0-2  | 5-1  | 2-2  | 0-6  | 0-2  | 1-11 | 0-3  | 0-4  |
| Crotone                 | 0-2  | 1-3  | 0-1  | –––– | 0-7  | 0-5  | 2-5  | 1-6  | 0-2  | 2-1  | 0-1  | 0-5  | 2-1  | 2-6  | 1-1  | 0-5  |
| Frosinone               | 3-1  | 3-0  | 1-0  | 5-0  | –––– | 2-0  | 2-0  | 1-1  | 5-2  | 5-1  | 4-1  | 2-3  | 2-0  | 2-0  | 1-1  | 0-1  |
| Grifone Gialloverde     | 2-1  | 1-1  | 5-2  | 3-1  | 1-6  | –––– | 2-4  | 2-1  | 2-1  | 3-0  | 1-1  | 1-5  | 0-1  | 0-5  | 2-3  | 1-3  |
| Independent             | 1-0  | 1-4  | 3-0  | 4-0  | 0-3  | 1-0  | –––– | 0-0  | 0-1  | 4-1  | 0-1  | 2-4  | 0-1  | 0-3  | 2-1  | 0-3  |
| Lecce Women             | 2-2  | 1-2  | 11-1 | 5-1  | 0-1  | 4-0  | 1-1  | –––– | 1-1  | 7-1  | 2-2  | 2-1  | 4-2  | 3-1  | 3-1  | 2-2  |
| Matera Città Sassi      | 4-0  | 3-2  | 16-0 | 6-2  | 1-0  | 8-0  | 1-2  | 2-4  | –––– | 7-0  | 2-3  | 0-2  | 1-1  | 1-1  | 2-1  | 1-1  |
| Molfetta                | 1-1  | 0-2  | 0-0  | 2-0  | 0-7  | 0-7  | 0-3  | 3-1  | 1-3  | –––– | 1-1  | 0-8  | 0-7  | 1-5  | 0-1  | 0-8  |
| Montespaccato           | 1-1  | 3-0  | 0-1  | 5-2  | 2-1  | 1-0  | 3-0  | 3-0  | 0-0  | 2-0  | –––– | 2-1  | 2-0  | 1-2  | 1-0  | 0-1  |
| Palermo                 | 2-1  | 2-3  | 6-0  | 8-1  | 2-1  | 4-1  | 2-3  | 1-1  | 5-0  | 5-1  | 0-1  | –––– | 3-1  | 3-1  | 8-1  | 0-1  |
| Salernitana             | 2-1  | 2-0  | 1-2  | 4-0  | 2-3  | 2-1  | 0-0  | 1-2  | 0-1  | 3-1  | 1-0  | 1-2  | –––– | 0-3  | 2-1  | 0-3  |
| Trastevere              | 3-0  | 2-0  | 2-1  | 7-0  | 1-4  | 4-0  | 4-0  | 10-0 | 5-0  | 11-0 | 1-1  | 1-1  | 1-0  | –––– | 5-1  | 0-1  |
| Villaricca              | 1-0  | 1-2  | 6-1  | 2-1  | 0-1  | 2-2  | 0-2  | 1-0  | 1-2  | 4-2  | 4-1  | 0-1  | 1-1  | 2-3  | –––– | 0-7  |
| Vis Mediterranea        | 5-0  | 0-0  | 7-0  | 6-0  | 0-1  | 3-0  | 5-1  | 2-3  | 2-0  | 7-1  | 2-0  | 3-0  | 0-0  | 1-1  | 1-0  | –––– |